# Exochella umbonata
Exochella umbonata is een mosdiertjessoort uit de familie van de Exochellidae. De wetenschappelijke naam van de soort is voor het eerst geldig gepubliceerd in 1991 door Hayward.